# Argonauticeras
Argonauticeras – rodzaj głowonogów z podgromady amonitów.
Żył w okresie kredy (apt).